# NGC 4015-2
NGC 4015-2 (другие обозначения — UGC 6965, MCG 4-28-110, ZWG 127.122, KCPG 314B, ARP 138, VV 216, PGC 37703) — галактика в созвездии Волосы Вероники.
Этот объект не входит в число перечисленных в оригинальной редакции «Нового общего каталога» и был добавлен позднее.